# Amiokształtne
Amiokształtne, mękławkokształtne (Amiiformes) – rząd słodkowodnych, drapieżnych ryb z gromady ryb promieniopłetwych (Actinopterygii) obejmujący gatunki o prymitywnych cechach budowy. Wraz z niszczukokształtnymi są zaliczane do przejściowców (Holostei).

## Występowanie
Pierwsze amiokształtne znane są z jury. W późnej kredzie były dominującą grupą ryb. Zamieszkiwały wody Europy, Azji i Ameryki. Jedynym gatunkiem, który przetrwał do czasów współczesnych jest miękławka (Amia calva).

## Cechy charakterystyczne
Ciało wydłużone, z krótkim ogonem zakończonym płetwą heterocerkalną. Skóra osłonięta łuskami cykloidalnymi, co różni amiokształtne od niszczukokształtnych, u których występują łuski ganoidalne. Długa, pojedyncza płetwa grzbietowa. Otwór gębowy uzbrojony w liczne, drobne zęby. Pęcherz pławny pełni funkcję narządu oddechowego zdolnego do oddychania powietrzem atmosferycznym.

## Systematyka

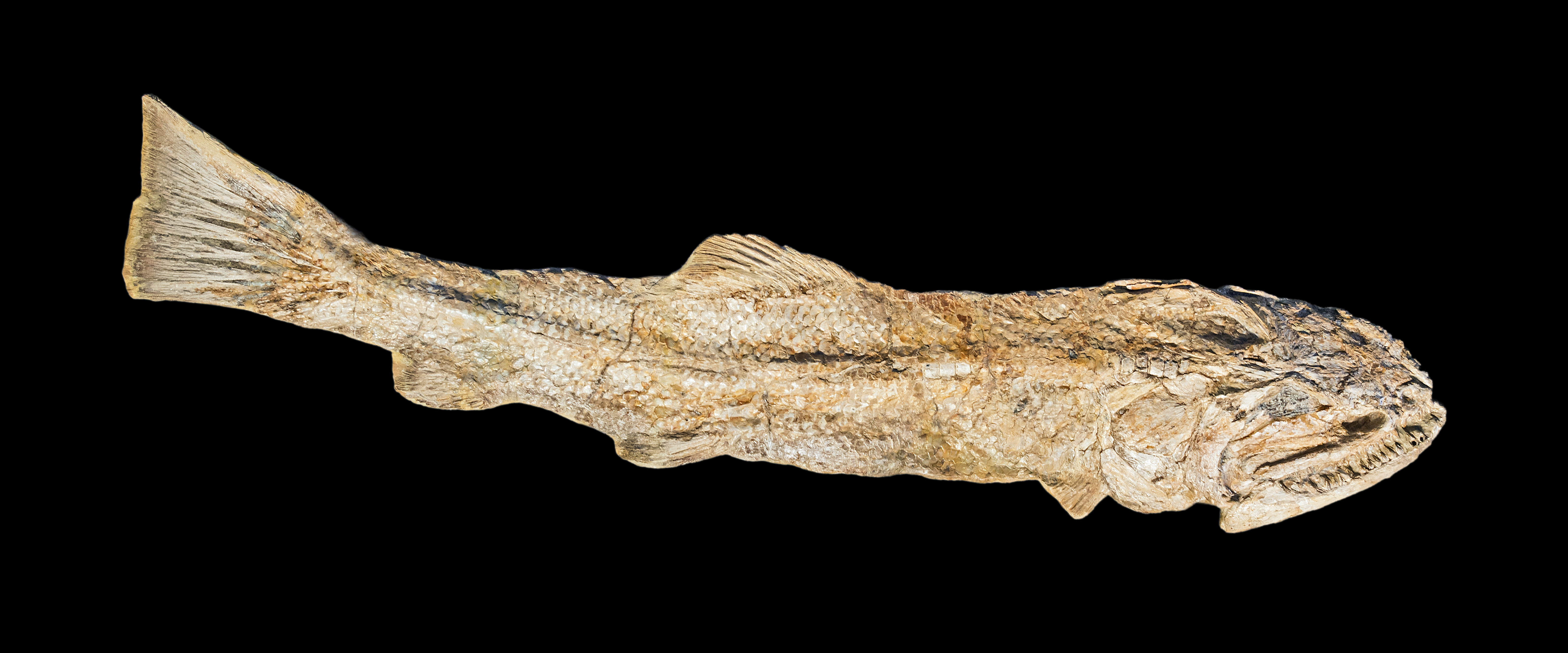
Calamopleurus cylindricus – wymarły przedstawiciel amiokształtnych

Do rzędu należy jedna występująca współcześnie rodzina:
- Amiidae Bonaparte, 1831 – amiowate

Opisano również rodziny wymarłe:
- Ionoscopidae Lehman, 1966
- Caturidae Owen, 1860
- Sinamiidae Berg, 1940